# Straßenbahn Erith

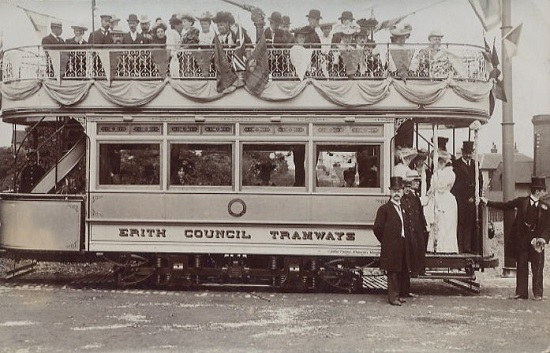
Erith Council Tram, 1905

Die Straßenbahn Erith (englisch: Erith Council Tramways) war ein kleines kommunales Straßenbahnnetz, das ab 1905 in der britischen Gemeinde Erith, seit 1965 Teil des Londoner Stadtbezirks Bexley, betrieben wurde. Es wurde 1933 in das Netz der Straßenbahn London integriert und 1935 stillgelegt.

## Geschichte
Ab 1902 plante der Erith Urban District Council, einen Straßenbahnbetrieb in Erith aufzubauen. Geplant war eine Strecke vom Bahnhof Abbey Woods über Abbey Road, Gilbert Road, Lower Road, West Street, Walnut Tree Road und Bexley Road nach Northumberland Heath, Colyers Lane, wo Anschluss an die Straßenbahn Bexley bestand. Eine Zweigstrecke führte von der West Street/Walnut Tree Road durch die Erith High Street, Compton Place, Queens Road und Northend Road nach North End. Beide Strecken wurden am 26. August 1905 eröffnet. Das Depot der Bahn befand sich in der Walnut Tree Road. Die Bahnen von Abbey Woods fuhren ab Juli 1908 zunächst über Northumberland Heath hinaus bis Bexleyheath auf den Gleisen der Straßenbahn Bexley. Von 1909 bis 3. Januar 1916 war dieser Gemeinschaftsbetrieb unterbrochen, da man sich nicht auf die Benutzungsgebühr einigen konnte. Die Zweigstrecke wurde ab 1906 nur noch von zwei Pendelwagen bedient. Sie wurde bereits 1910 wieder stillgelegt.
1908 eröffnete die Straßenbahn London eine Strecke nach Abbey Woods, sodass hier direkt umgestiegen werden konnte. Die beiden Strecken endeten im Abstand von ca. 23 Metern voneinander. Eine Gleisverbindung wurde erst nach der am 1. Juli 1933 erfolgten Übernahme des Betriebs durch das London Passenger Transport Board eingebaut und am 19. Dezember 1933 eröffnet. Die seit den 1910er Jahren als Linie 98 bezeichnete Straßenbahn Erith endete jedoch weiterhin, wie auch die aus London kommenden Linien, in Abbey Woods. Am 10. November 1935 wurde die Straßenbahn Erith stillgelegt und durch eine Oberleitungsbuslinie ersetzt.

## Wagenpark
Anfangs standen dem Betrieb 14 Doppelstock-Wagen der Firma Brush Traction zur Verfügung. Die Wagen 1 bis 6 und 9 hatten ein offenes Oberdeck, die übrigen Wagen ein überdachtes Oberdeck mit offenen Seiten. Alle Fahrzeuge hatten Drehgestelle von Mountain & Gibson und zwei 30-PS-Motoren von Westinghouse Electric & Manufacturing. Die Wagen waren apfelgrün und primelgelb gestrichen. Um 1920 änderte die Bahnverwaltung die Farbgebung der Wagen auf dunkelrot und cremefarben.
1906 wurden für die North-End-Linie zwei kleinere Triebwagen (Nr. 15 und 16) mit 20 Sitzen für den Stückpreis von 675 Pfund Sterling gekauft, die für den Einmannbetrieb ausgestattet waren. Sie waren einstöckig und verfügten über Wagenkästen von Milnes-Voss, Drehgestelle von Mountain & Gibson und 27-PS-Motoren von Westinghouse. Obwohl die North-End-Linie bereits 1910 stillgelegt worden war, verkaufte die Straßenbahn Erith die beiden Wagen erst 1915 an die Straßenbahn Dartford bzw. 1917 an die Straßenbahn Doncaster.
1919 lieh sich die Straßenbahn Erith vier Triebwagen von den London United Tramways und kaufte sie kurz darauf. Sie erhielten die Nummern 15 bis 18. Ein 1916 von der Hull Corporation gekaufter 76-sitziger Triebwagen erhielt die Betriebsnummer 19. Alle 19 vorhandenen Wagen wurden 1933 an die Straßenbahn London übergeben. 